# Hardy Rawls
Hardy Rawls (* 18. November 1952 in Florida, USA) ist ein US-amerikanischer Schauspieler.

## Leben
Hardy Rawls war erstmals als Darsteller Bull McKenzie im Film D.A.R.Y.L. – Der Außergewöhnliche (1985) zu sehen, doch richtig bekannt wurde er erst in der Rolle des Don Wrigley (Dad) aus der surrealistischen Fernsehserie Pete & Pete (The Adventures of Pete & Pete) die von 1993 bis 1996 in drei Staffeln auf dem Kinderfernsehsender Nickelodeon ausgestrahlt wurde. Auch in diversen Werbespots war er zu sehen.
Für den Haushaltsgerätehersteller Maytag Corporation ersetzte Rawls ab 2003 Gordon Jump als einsamen Kundendiensttechniker, der nichts zu tun hat, weil die Produkte von Maytag einfach unkaputtbar sind. Er verkörperte die Werbefigur bis 2007.

## Filmografie
- 1985: D.A.R.Y.L. – Der Außergewöhnliche
- 1985: Alfred Hitchcock zeigt (Alfred Hitchcock Presents), Fernsehserie
- 1985: Unbekannte Dimensionen (The Twilight Zone), Fernsehserie
- 1986: Der Hogan-Clan (Valerie), Fernsehserie
- 1986: Hunter (Fernsehserie)
- 1987: Er kam aus der Sonne (The Quick and the Dead), TV-Film
- 1987: Die Munchies (Munchies)
- 1987: Bates Motel (TV-Film)
- 1987: Wahre Männer (Real Men)
- 1988: Blue Movies
- 1988: Daddy’s Boys
- 1989: Die Glücksjäger (See No Evil, Hear No Evil)
- 1993–96: Pete & Pete (The Adventures of Pete & Pete), Fernsehserie
- 1999: Für alle Fälle Amy (Judging Amy), Fernsehserie
- 2001: Daria (Zeichentrickserie), Stimme
- 2002: An Ode to the Writer (Kurzfilm)
- 2002: Ed – Der Bowling-Anwalt (Fernsehserie)
- 2002: Law & Order: New York (Law & Order: Special Victims Unit), Fernsehserie
- 2005: Criminal Intent – Verbrechen im Visier (Law & Order: Criminal Intent), Fernsehserie